# Шторх, Николай Андреевич
Николай Андреевич Шторх (1815—1877) — российский государственный и общественный деятель, Статс-секретарь Его Императорского Величества; действительный тайный советник. 

## Биография
Родился 3 (15) июля 1816 года в семье вице-президента Петербургской Академии наук Андрея Карловича Шторха. Брат Шторх, Александр Андреевич — участник восстания на Сенатской площади.
В службе и классном чине с 1835 года после окончания Цаскосельского лицея. С 1853 года — старший чиновник IV отделения Собственной Его Императорского Величества канцелярии. В 1856 году был  произведён в действительные статские советники.
С 1857 года секретарь Императрицы  Александры Фёдоровны и управляющий её канцелярии, с 1860 года попечитель Дом Императрицы Александры Фёдоровны для призрения бедных.
С 1862 года  почётный опекун Опекунского совета Учреждений императрицы Марии Фёдоровны и член Совета Павловского института по хозяйственной части. С  1856 года попечитель и управляющий  Санкт-Петербургского воспитательного дома. В 1864 году  произведён в  тайные советники. С 1866 года член Главного совета женских учебных заведений.
В 1869 году Статс-секретарь Его Императорского Величества и товарищ главноуправляющего IV отделения Собственной Его Императорского Величества канцелярии принца Петра Ольденбургского, почётный член Педагогического совета Императорского Московского технического училища. В 1872 году произведён в действительные тайные советники.
Был награждён всеми российскими орденами вплоть до ордена Святого Александра Невского  пожалованного ему 24 июля 1875 года: орден Белого орла (1867), орден Св. Владимира 2-й ст. (1865), орден Св. Анны 1-й ст. (1863), орден Св. Станислава 1-й ст. (1860).
Умер 12 (24) декабря 1877 года. Похоронен на Павловском кладбище.

## публикации
- Записка статс-секретаря Шторха о последствиях введения в 1868 году, в виде опыта, правил приема в воспитательный дом детей и возврата их матерям. — Санкт-Петербург : тип. В. Демакова, 1890 г. — 8 с.